# تفشي فيروس زيكا في الأمريكتين (2015-16)
في أوائل عام 2015، انتشر وباء واسع النطاق لحمّى زيكا ناجم عن فيروس زيكا في البرازيل إلى أجزاء أخرى من أمريكا الجنوبية والشمالية. انتشر الفيروس أيضًا في عدة جزر في المحيط الهادئ وجنوب شرق آسيا.  في يناير من عام 2016 أعلنت منظمة الصحة العالمية أنّها ترجّح انتشار الفيروس في معظم أنحاء الأمريكتين بحلول نهاية العام. أعلنت منظمة الصحة العالمية في نوفمبر 2016 نهاية وباء زيكا.
أعلنت منظمة الصحة العالمية في فبراير 2016 تفشي المرض وصنّفته كواحدة من حالات طوارئ الصحة العامة التي تستدعي الاهتمام الدولي، مع تزايد الأدلّة على قدرة هذا الفيروس على تطوير تشوهات خلقية بالإضافة إلى مشاكل عصبية.  يمكن أن ينتقل الفيروس من امرأة حامل مصابة إلى جنينها، فيسبب صغر الرأس وغيرها من تشوهات الدماغ الشديدة عند الرضيع.  يمكن أن تؤدي عدوى زيكا لدى البالغين إلى متلازمة غيلان باري.  قبل ظهور الوباء، كان فيروس زيكا مصنّف كإنتان ذو درجة خفيفة، كون معظم حالات عدوى الفيروس لا تظهر عليها أي أعراض، ما يجعل من الصعب الوصول إلى تقديرات دقيقة لعدد الحالات. يسبّب الفيروس في حالة واحدة من كل خمس حالات الإصابة بحمى زيكا، وهو مرض بسيط يسبب أعراضًا مثل الحمّى والطفح الجلدي.
ينتقل الفيروس بشكل أساسي عن طريق بعوضة الزاعجة المصرية، التي توجد عادةً في جميع أنحاء الأمريكتين المدارية وشبه المدارية. كما يمكن أن ينتشر عن طريق الزاعجة المنقّطة بالأبيض (أو بعوضة النمر الآسيوية)، التي يمتدّ انتشارها حتى شمال منطقة البحيرات الكبرى في أمريكا الشمالية. يمكن للأشخاص المصابين بفيروس زيكا نقل الفيروس إلى شركائهم الجنسيين.
صدرت تحذيرات بشأن السفر إلى عدد من البلدان، وكان من المتوقع أن يقلل انتشار المرض من النشاط السياحي بشكل كبير. اتخذت العديد من البلدان خطوة غير عادية، إذ نصحت مواطنيها بتأخير الحمل حتى يُكتشَف المزيد عن الفيروس وتأثيره على نمو الجنين. علاوةً على ذلك، أثار تفشّي المرض مخاوف بشأن سلامة الرياضيين والمتفرّجين في دورة الألعاب الأولمبية والبارالمبية الصيفية في ريو دي جانيرو في عام 2016.

## الوبائيات
في أغسطس 2014، بدأ الأطباء في ناتال في شمال شرق البرازيل بالتحقيق في تفشي مرض يتميز بطفح جلدي مسطّح وردي اللون، وعيون محتقنة، وحمّى، وآلام في المفاصل، وصداع. تتشابه الأعراض مع أعراض حمى الضنك، ولكن الاختبارات استبعدت حمّى الضنك ومسبّبات أخرى محتملة. مع حلول مارس من عام 2015 انتشر المرض إلى سلفادور وباهيا وظهر في ثلاث ولايات مختلفة. تمكّن باحثون من كل من جامعة باهيا الاتّحادية ومعهد إيفاندرو في مايو 2015 من تحديد طبيعة المرض، مُستخدمين تقنية تفاعل البولميراز المتسلسل للنسخ العكسي (بّي سي آر)، إذ تبيّن أن السبب هو فيروس زيكا. على الرغم من أن أول إصابة مؤكدة بفيروس زيكا في البرازيل شُخّصَت لدى مسافر عائد في مارس 2015.
عُزِل فيروس زيكا لأول مرة في عام 1947، في قرد ريسوس في غابة بالقرب من عنتيبي في أوغندا. على الرغم من أن الأدلة المصلية تشير إلى تعرض بشري إضافي خلال العقود اللاحقة في أجزاء من أفريقيا وآسيا، قبل تفشي فيروس زيكا في جزيرة ياب عام 2007، إلّا أن الحالات الموثّقة لا تتعدّى الأربع عشرة حالة من مرض فيروس زيكا البشري.
يعتقد الباحثون بشكل عام أن الفيروس قد انتقل إلى البرازيل من قبل مسافر أُصيب بالفيروس في بولينيزيا الفرنسية، ثمّ تعرّض للسعة من بعوضة وأصابت بعدها مرضى آخرين.  تشير أدلة علم الوراثة العرقي أن الإصابة الأولى في البرازيل كانت من السلالة الآسيوية للفيروس، وليس الإفريقية، وكان مشابهًا للفيروسات التي عُزلت خلال فترة تفشي المرض في بولينيزيا الفرنسية.  يبدو أن مسار زيكا -من إفريقيا وآسيا إلى أوقيانوسيا ثم الأمريكتين- قد يعكس مسار شيكونغونيا وحمى الضنك، وكلاهما يعتبر الآن مرضًا متوطّنًا في جزء كبير من الأمريكتين.
بقيت طريقة انتقال الفيروس إلى البرازيل غير مؤكدة حتى مارس2016. اقترح الباحثون البرازيليون أن فيروس زيكا وصل خلال بطولة كأس العالم. 2014 توقّع باحثون فرنسيون أن الفيروس وصل بعد ذلك بوقت قصير في أغسطس 2014، عندما وصلت فرق التجديف من بولينيزيا الفرنسية وكاليدونيا الجديدة وجزيرة الفصح وجزر كوك، إلى ريو ديجينيرو لحضور بطولة الفا هناك، وهي أماكن كان يعاني سكّانها أو عانوا من قبل من تفشّي الفيروس. من المعروف أن تفشي المرض في بولينيزيا الفرنسية قد بلغ ذروته وانخفض بشكل كبير بحلول فبراير 2014، ما جلب الشكوك حول صحة الاقتراح أن الفيروس انتشر إلى البرازيل مع وصول المتفرجين والفرق المتنافسة. نُشرَت دراسة في مارس 2016 في مجلة «سيانس»، طوّرت «ساعة جزيئية» تستند إلى عدد الطفرات الفيروسية في عينة صغيرة نسبيًا، وفقًا للدراسة وصل فيروس زيكا إلى الأمريكتين (على الأرجح في البرازيل) من بولينيزيا الفرنسية بين مايو وديسمبر 2013، قبل كأس العالم وبطولة فا بوقت طويل. تمكّنت فاريا وزملاؤها من تتبع أصول سلالة الفيروس المنتشرة في البرازيل ووجدوا أن هذه السلالة لديها القليل من الاختلافات الجينية عند مقارنتها بسلالة بولينيزيا الفرنسية، وبعد ربط عدد المسافرين القادمين إلى البرازيل من بولينيزيا الفرنسية بالحالات المسجَّلة والأحداث التي وقعت في ذلك العام، تمكّن الفريق من الوصول إلى استنتاجهم بأن الفيروس وصل إلى البرازيل في عام 2013 خلال كأس الاتحاد، عندما لعب فريق تاهيتي ضد فرق أخرى في عدد قليل من المدن البرازيلية، الأمر الذي جذب العديد من السياح من كلا المكانين. عادةً ما يكون لفيروس زيكا أعراض خفيفة جدًا أو لا تتطوّر أي أعراض، لذلك استغرقت البرازيل عامًا تقريبًا لتأكيد الحالة الأولى للمرض. بحلول ذلك الوقت، كان التفشي واسع الانتشار بالفعل. تشمل العوامل المرتبطة بالانتشار السريع لفيروس زيكا في البرازيل السكان غير المُمنَّعين، والكثافة السكانية العالية، والمناخ الاستوائي، والسيطرة غير الكافية على بعوض الزاعجة في البلاد. كما كشف وباء فيروس زيكا عن مشاكل هيكلية للنظام الصحي، ولا سيما في خدمات الصحة العامة في البرازيل.
ساعدت درجات الحرارة الأعلى من المتوسط في عامي 2015-2016، والتي كانت بسبب ظاهرة إل نينيو على انتشار الفيروس في تلك الفترة في البرازيل، إذ زاد إل نينيو 2015-2016 درجة حرارة الأرض والمحيط عن معدلاتها. حمل يناير 2016 ولحوالي تسعة أشهر متتالية درجات حرارة أعلى من المتوسط العالمي ب 1.04 درجة مئوية. من الجدير بالذكر أن أمريكا الجنوبية وعلى الرغم من أنّ لديها مناطق تعاني من درجات حرارة أعلى من المتوسط بـ 2.0 درجة مئوية (متوسط 1981-2010)، فإن مناطق أخرى بما فيها الأرجنتين وجنوب البرازيل وأوروغواي تعرّضت لدرجات حرارة تقل عن المتوسط بـ 0.5 درجة مئوية.
يعد هطول الأمطار بغزارة عاملًا حاسمًا آخر يجب أخذه بعين الاعتبار، إذ شهد شرق البرازيل ومناطق أخرى في جنوب أمريكا الجنوبية كميات كبيرة من الأمطار في أوائل عام 2016.  أدّت الظروف البيئية المساعدة متمثلةً بزيادة هطول الأمطار وارتفاع متوسط درجات الحرارة في منطقة أمريكا الجنوبية، إلى امتداد موسم البعوض لمدة أطول وانتشاره بكثافة أعلى، ما يعني خلق بيئة ممتازة لتكاثر البعوضة الزاعجة المصرية والمنقطّة البيضاء، الحاملَين الأساسيين للفيروس. تشير النماذج المناخية إلى أن المناطق المناسبة لبعوض الزاعجة ستزداد، ما يوسع نطاق انتشار فيروس زيكا والأمراض الأخرى التي ينقلها البعوض. سيزداد بالنتيجة احتمال انتشار الأوبئة في تلك المناطق وفي مناطق أخرى من العالم، وليس فقط في البيئات الاستوائية.
سُجّلت حالات مؤكدة في 40 دولة أو إقليم في أمريكا الجنوبية وأمريكا الشمالية ومنطقة البحر الكاريبي، وفي 16 أخرى في غرب المحيط الهادئ وواحدة في إفريقيا منذ بداية عام   2015(انظر الجدول).
أبلغت العديد من البلدان التي ليس لديها انتقال للعدوى عن طريق لسع الحشرات، عن حالات انتقال للمرض بسبب السفر، أي أشخاص انتقلوا أو عادوا إلى منازلهم من منطقة موبوءة بالزيكا قبل ظهور أعراض المرض لديهم.